# Folke Bohlin
Pour les articles homonymes, voir Bohlin.
Folke Bohlin est un skipper suédois né le 20 mars 1903 à Göteborg et mort le 12 juin 1972 dans la même ville. 

## Carrière
Il remporte la médaille d'argent olympique en classe dragon aux Jeux olympiques d'été de 1948 à Londres avec Gösta Brodin et Hugo Johnson sur le Slaghöken. 
Aux Jeux olympiques d'été de 1956 à Melbourne, Folke Bohlin est sacré champion olympique dans la même classe avec Bengt Palmquist et Leif Wikström sur le Slaghöken II. 